# Borgolavezzaro
Borgolavezzaro é uma comuna italiana da região do Piemonte, província de Novara, com cerca de 1.879 habitantes. Estende-se por uma área de 21 km², tendo uma densidade populacional de 89 hab/km². Faz fronteira com Albonese (PV), Cilavegna (PV), Nicorvo (PV), Robbio (PV), Tornaco, Vespolate.

## Património
- Igreja da praça central - contém sepulcro de Santa Juliana (mártir) com relíquia

## Demografia
| Variação demográfica do município entre 1861 e 2011                               |
|                                                                                   |
| Fonte: Istituto Nazionale di Statistica (ISTAT) - Elaboração gráfica da Wikipedia |